# Crème kokkoh
La crème kokkoh est une farine précuite pour préparation alimentaire, principalement à base de riz rond complet ou riz cargo. Cependant, la crème kokkoh est le plus souvent composée également de riz doux (ou riz gluant), quinoa, haricot azuki, sésame, orge ou konbu.

## Préparation
Même si l'appellation kokkoh pourrait être appliquée à toute préparation à base de farines précuites, elle est surtout réservée à celles qui ont pour base le riz complet. Il suffit de mélanger une cuillère à soupe de farine kokkoh à 1/4 de litre d'eau et de cuire la mixture pendant dix minutes à feu doux pour obtenir un résultat onctueux.

## Usages
Si la crème kokkoh est un produit alimentaire de base dans l'alimentation macrobiotique, ou parfois en substitut du lait maternel, il ne s'agit pas, là, de ses utilisations principales. Il s'agit surtout d'une préparation sans gluten. Ceci explique d'une part qu'elle soit extrêmement digeste, et d'autre part qu'elle commence à être célèbre en Europe, où des intolérances (et non allergies) au gluten existent (voir maladie cœliaque).

## Exemples d'utilisation
- La crème kokkoh du petit déjeuner